# Etta Federn
Etta Federn-Kohlhaas o Marietta Federn, también conocida como Etta Federn-Kirmsse y Esperanza, (Viena, 28 de abril de 1883-París, 9 de mayo de 1951) fue una escritora, traductora, pedagoga, militante anarquista, anarcosindicalista y anarcofeminista austriaca y una importante mujer de letras en la Alemania de antes de la Segunda Guerra Mundial. En las décadas de 1920 y 1930, participó activamente en el movimiento anarcosindicalista en Alemania y España.
En 1905, se trasladó a Berlín, donde se convirtió en crítica literaria, traductora, novelista y biógrafa. En 1932, cuando los nazis subieron al poder, Federn se marchó a Barcelona, donde se unió al grupo anarcofeminista Mujeres Libres, convirtiéndose en escritora y pedagoga del movimiento. En 1938, hacia el fin de la guerra civil española, huyó a Francia. Allí fue detenida por la Gestapo por ser judía y seguidora de la resistencia francesa. Sobrevivió a la Segunda Guerra Mundial escondida.
En Alemania, publicó 23 libros, entre ellos traducciones del danés, ruso, bengalí, griego antiguo, yiddish e inglés. También publicó dos libros durante su estancia en España.
La historia de Etta Federn y sus dos hijos inspiró la obra de teatro de 1948 Skuggan av Mart (Marty Sombra), del escritor sueco Stig Dagerman, quién publicó novelas, juegos y artículos antes de suicidarse a los 31 años. En 2017, "Marty, la sombra" fue traducido al inglés por la compañía August Strindberg Repertory Theatre de Nueva York.

## Vida personal
Nacida en una familia judía burguesa en Viena, Federn era hija de la activista feminista y pintora Ernestine Spitzer, cofundadora de una escuela de artes femeninas, y de Salomon Federn, un médico pionero que descubrió la importancia de las mediciones de la presión arterial para la medicina interna.
Su hermano Paul, psicoanalista, fue uno de los primeros seguidores y asociados de Sigmund Freud. Experto en psicología del ego y en el tratamiento de las psicosis, fue vicepresidente de la Asociación Psicoanalítica de Viena. Su hermano Walther fue un importante periodista económico en Austria antes de que Hitler llegara al poder. Su hermano Karl fue un abogado que, tras huir al Reino Unido, se hizo famoso por sus escritos antimarxistas. Su hermana Else era trabajadora social en Viena, activista del Movimiento settlement que conoció durante su estancia en Londres. En 2013, fue nombrado en su honor un parque en Viena.
El primer marido de Federn fue Max Bruno Kirmsse, un profesor alemán de niños con discapacidad mental. Su segundo marido fue Peter Paul Kohlhaas, un ilustrador. Tuvo dos hijos, Hans y Michael. Su hijo mayor, conocido como el capitán Jean en la resistencia francesa, fue asesinado por colaboradores franceses en 1944.

## Carrera

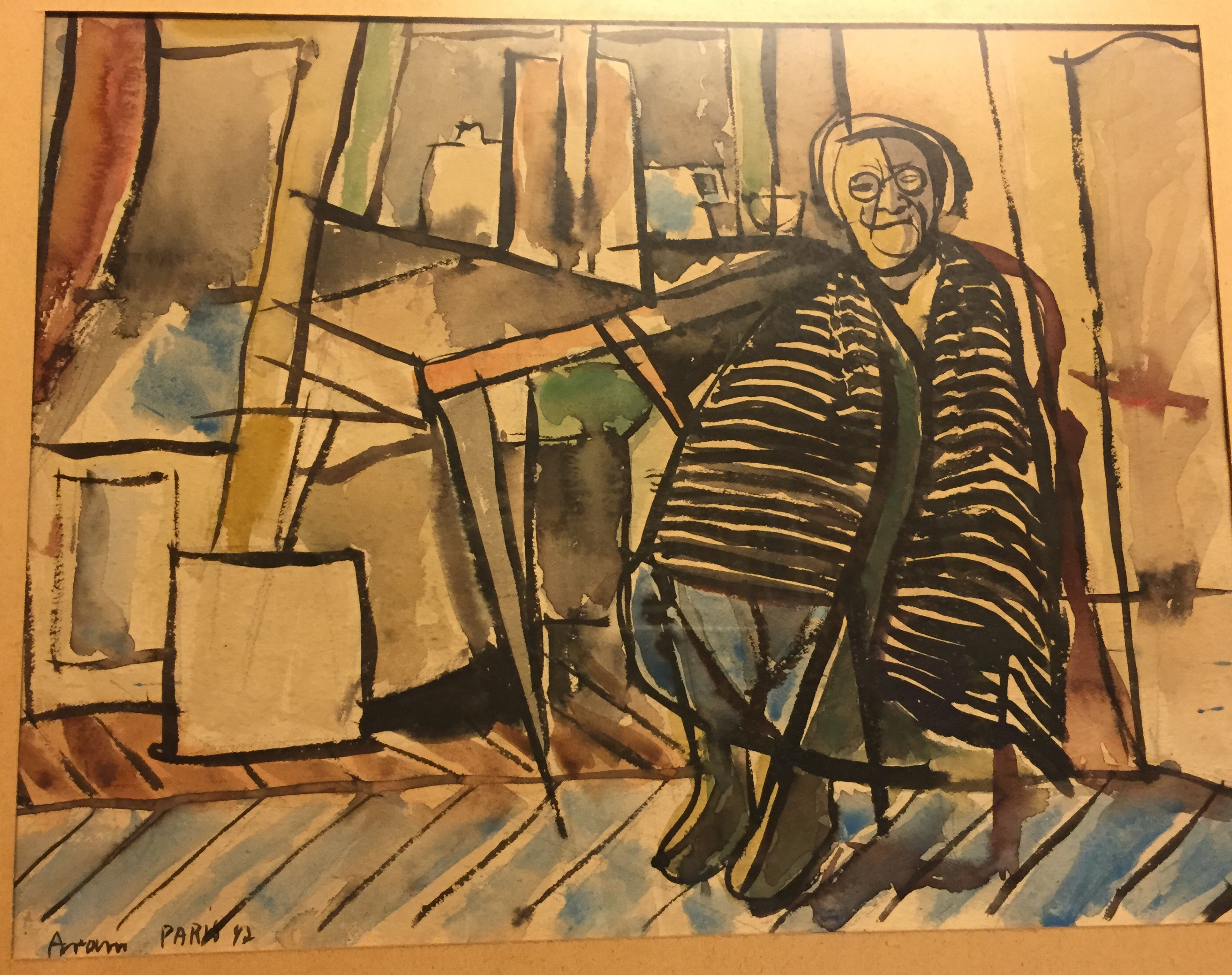
Retrato de Etta Federn en París

En Viena y Berlín, Federn estudió historia de la literatura, filología alemana y griego antiguo. Trabajó en muchos géneros, publicando artículos, biografías, estudios literarios y poesía, también escribió traducciones de obras de Aleksandra Kollontai, Hans Christian Andersen, William Shakespeare. Escribió una novela que permaneció inédita. 
Como periodista, fue crítica literaria para el Berliner Tageblatt. Escribió las biografías de Dante Alighieri y Christiane Vulpius (mujer de Goethe). En 1927, publicó una biografía de Walther Rathenau, el ministro de Asuntos Exteriores judío liberal de Alemania, quién había sido asesinado en 1922 por terroristas antisemitas de derechas. Este libro la convirtió en el blanco de amenazas de muerte nazis.Durante la década de 1920, Federn se convirtió en parte de un círculo de anarquistas, incluyendo Mollie Steimer, Senya Fleshin, Emma Goldman, fue muy amiga de la pareja Rudolf Rocker y Milly Witkop. Formó parte del SFB (Syndikalistischer Frauenbund) Federación de Mujeres Sindicalistas, organización creada en 1921 por el Sindicato de trabajadores Libre de Alemania (FAUD) donde contribuyó en varios periódicos y revistas anarquistas. En esta época participó en campañas de educación sexual y uso de métodos contraceptivos.
En Berlín, Federn también se relacionó con varios poetas judíos nacidos en Polonia que escribieron en yiddish. En 1931, su traducción de la colección de poesía Fischerdorf (Pueblo Pesquero) de Abraham Nahum Stencl fue revisado favorablemente por Thomas Mann, que admiraba la "emoción poética apasionada" de Stencl.
En 1932, dejó Berlín ya que bajo el poder nazi no podría publicar sus escritos, se convirtió en una de las autoras indeseables para el Tercer Reich. Se exilió con sus hijos a Barcelona donde trabajó como traductora, su casa sería lugar de encuentro de otros anarquistas alemanes exiliados. Sus conocimientos de quirología y grafología hicieron que en algunos artículos de prensa hablaran de ella como quiromántica y adivinadora del futuro.
Aprendió castellano y catalán y entre 1932-1936 participó de manera muy activa en la vida cultural de la ciudad. Formó parte del "11 club", una tertulia donde acudían artistas e intelectuales de la época (Félix Martí Ibáñez, Aurora Bertrana, Mercedes Plantada, Corominas, Ferenc Oliver Brachfeld, etc.). En 1935 intervino en el homenaje que se realizó en el Ateneo Barcelonés, con motivo del sexagésimo aniversario, a Thomas Mann. En 1936 impartió el curso "La posición social de la mujer en los diferentes países" en el Ateneo Polytechnicum. Ese año se unió al movimiento anarquista Mujeres Libres y  publicó una serie de artículos en la revista del movimiento Mujeres Libres. También colaboró en la publicación barcelonesa Mi Revista.
Como muchas mujeres anarquistas, creía en la importancia de la alfabetización para las mujeres, en el control de la natalidad, en la libertad sexual y en el poder de las mujeres educadas para ser buenas madres.

«Mujeres conscientes dan cuenta de sus propias experiencias y sufrimientos, también intuitivamente comprenden y adivinan las sensaciones e impresiones de sus hijos. Son buenas educadoras, porque son amigas de los niños a quienes educan»
Etta Federn “Maternidad y maternalidad”. Mujeres Libres 12.

En 1937 fundó y dirigió cuatro escuelas laicas en Blanes y formó a futuros profesores. Se afilió a la Federación Local de la CNT (Confederación Nacional del Trabajo de Blanes). Durante estos años colabora con artículos sin firmar en Die Sociele Revolution sobre la reforma educativa de Francisco Ferrer Guardia. Debido a las Jornadas de Mayo del 37 regresa a Barcelona donde se siente más segura para continuar sus actividades educativas, la creciente influencia de los comunistas en Blanes la tenían constantemente vigilada. Impartió clases en el Casal de la Mujer Trabajadora de Barcelona, gestionado por Mujeres Libres. En 1938 esta organización le editó el folleto Mujeres de las revoluciones donde biografió una docena de mujeres revolucionarias (Emma Goldman, Inga Nalbandian, Madame Roland, Liy Braun, Emmeline Pankhurst , Angélica Balabánova, Rosa Luxemburgo, Charlotte Corday, Ellen Key, Vera Fígner, Isadora Duncan y Alexandra Kollantai). Reeditado en 1997 en alemán bajo el título Revolutionär auf ihre Art. Von Angelica Balabanoff bis Madame Roland. 12 Skizzen unkonventioneller Frauen. Su hijo Hans luchó como teniente en el ejército republicano.  
En 1938, debido a los bombardeos de Barcelona, Federn huyó a Francia, donde fue retenida en campos de internamiento como refugiada extranjera. Pasó la guerra escondida en Lyon, a veces en un monasterio, e hizo traducciones para la Resistencia Francesa. Debido a que su hijo Hans murió como combatiente de la Resistencia en Charavines-Le Vercos, se le otorgó la ciudadanía francesa. Su otro hijo, Michael, luchó con los partisanos en los Pirineos y logró salvar la vida. En 1947 Annemarie y Stig Dagerman la visitaron, su vida y la de su familia inspiraron su obra Skuggan av Mart.  Pasó sus últimos años en París, donde murió el 29 de septiembre de 1951, algunas fuentes citan el 9 de mayo, en la más estricta pobreza. Quedó inédita una traducción al alemán del Romancero Gitano de Federico García Lorca.

## Biografías
- Christiane von Goethe: ein Beitrag zur Psychologie Goethe (Christiane von Goethe: Una Contribución a la psicología de Goethe), 1916.
- Dante: ein Erlebnis für werdende Menschen (Dante: Una Experiencia para el Expectant), 1923.
- Walther Rathenau: sein Leben und Wirken (Walter Rathenau: Su Vida y Trabajo), 1927.
- Mujeres de las Revoluciones (Mujeres revolucionarias), 1937. Reeditado en alemán como Etta Federn: Revolutionär auf ihre Arte, Von Angelica Balabanoff bis Madame Roland, 12 Skizzen unkonventioneller Frauen, editados y traducidos por Marianne Kröger, 1997.

## Traducciones
- H.C. Andersens Märchen, Cuentos de Hans Christian Andersen, traducido del danés, 1923. Reestrenado 1952.
- Shakespeare-Lieder, Sonetos de William Shakespeare, traducido del inglés, 1925.
- Wege der liebe : drei Erzählungen (Las Maneras de Amor: Tres Historias), por Alexandra Kollontai, traducido del ruso, 1925. Reestrenado 1982.
- Gesichte, Poemas de Samuel Lewin, traducido del Yiddish, 1928.
- Fischerdorf (Pueblo Pesquero), Poemas de Un. N. Stencl, traducido del Yiddish, 1931.
- Sturm der Revolución (La Tormenta de Revolución), Poemas de Soumyendranath Tagore, traducidos del Bengali, 1931.
- Anakreon, Poemas de Anacreon, traducidos del griego Antiguo, 1935.